# Henri Kox

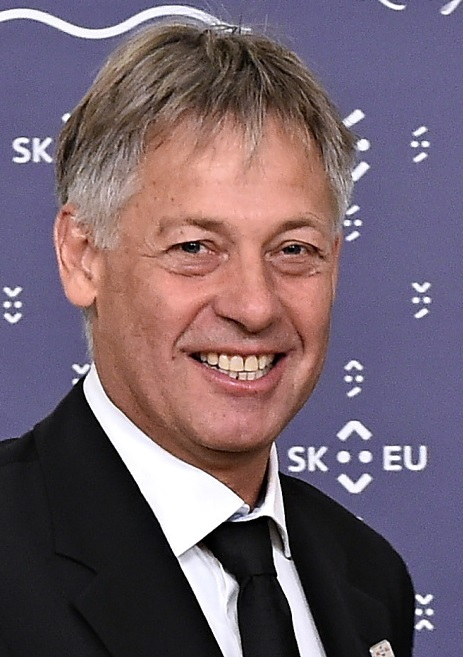
Henri Kox (2016)

Henri Kox (geboren am 7. Mai 1961 in Luxemburg) ist ein luxemburgischer Ingenieur und Politiker. Er ist Mitglied der Grünen, für die er von Juli 2004 bis Oktober 2019 einen Sitz in der Abgeordnetenkammer, dem Parlament des Großherzogtums, innehatte. Seither ist er Minister in der Regierung des Landes und dort unter anderem für den Bereich Wohnungsbau zuständig.

## Leben
Kox ist das zweitjüngste von elf Kindern eines Winzers und Landwirts aus Remich an der Mosel. Seine Mutter Elisabeth, geborene Risch, war lange Jahre aktives Mitglied der Christlich Sozialen Volkspartei, ehe sie sich, ausgelöst durch ihre Gegnerschaft zu den Kernkraftwerken in Remerschen und in Cattenom, der Anti-Atomkraft-Bewegung, zuwandte, sich den Grünen anschloss und für diese 1994 und 1999 bei den Parlamentswahlen kandidierte. Bruder Martin, ein Chirurg, ist ebenfalls bei den Grünen aktiv: in seinem Wohnort Esch ist er Erster Schöffe. Sowohl Henri als auch Martin hätten nach der Kammerwahl 2018 ins Parlament einziehen können. Da gesetzliche Regelungen die gleichzeitige Wahrnehmung eines Mandats durch nahe Verwandte ausschließen, verzichtete Martin freiwillig.
Kox absolvierte ein Maschinenbaustudium an der RWTH Aachen. Nach dessen Abschluss 1990 arbeitete er bis zu seinem Wechsel in die Politik 2004 als Lehrer an der Handwerkerschule in der Stadt Luxemburg.
Geprägt durch die politischen Ansichten seiner Mutter und wegen seines fachlichen Grundwissens als Ingenieur setzt sich Kox seit langem auf unterschiedlichen Ebenen für die Entwicklung von erneuerbaren Energien ein. Von 2002 bis zu Übernahme des Ministerpostens 2019 war er Präsident der luxemburgischen Sektion von Eurosolar. Er sieht sich in der Tradition seiner Winzerfamilie stehend und betreibt nebenher mit seiner Frau Weinbau auf biologischer Basis.

### Politische Laufbahn
Kox ist seit 1996 Mitglied bei den Grünen. 1999 wurde er erstmals in den Gemeinderat von Remich gewählt. Von 2005 bis 2009 war er dort Schöffe, anschließend hatte er das Amt des Bürgermeisters inne. Nach der Kommunalwahl im Herbst 2017, die mit deutlichen Verlusten für seine Partei endete, verzichtete Kox auf sein Gemeinderatsmandat. Nachfolger als Bürgermeister wurde Jacques Sitz von der Demokratischen Partei.
Seit der Kammerwahl 2004 war Kox über 15 Jahre Mitglied der Abgeordnetenkammer und gehörte in dieser Zeit zahlreichen Parlamentsausschüssen an. Zuletzt hatte er den Posten des stellvertretenden Parlamentspräsidenten, die Leitung des Ausschusses für Wohnungsbau sowie den stellvertretenden Vorsitz im Ausschuss für Mittelstand und Tourismus inne. Am 11. Oktober 2019 wurde Kox in die Regierung berufen und zum Minister für Wohnungsbau sowie zum beigeordneten Minister für Verteidigung und für innere Sicherheit ernannt. Aufgrund der gesetzlichen Unvereinbarkeitsregelungen legte Kox zugleich sein Abgeordnetenmandat nieder. Die Nachrückerin im Parlament, Chantal Gary, ist seine Nichte.
Am 8. Oktober 2023 wurde Kox bei der Kammerwahl 2023 nicht erneut in die Abgeordnetenkammer gewählt.